# Josef Hasenöhrl
Josef Hasenöhrl est un rameur autrichien né le 5 mai 1915 et mort le 13 mars 1945 au Luxembourg.

## Biographie
Josef Hasenöhrl participe à l'épreuve de skiff aux Jeux olympiques d'été de 1936 à Berlin. Après avoir passé les repêchages et terminé deuxième de sa demi-finale, il est sacré vice-champion olympique, se classant deuxième d'une finale remportée par l'Allemand Gustav Schäfer.
Il est lieutenant de la Wehrmacht lors de la Seconde Guerre mondiale et meurt à l'âge de 29 ans au Luxembourg dans la bataille du Benelux.